# María Rosa Gallo
María Rosa Gallo (Buenos Aires, 20 dicembre 1921 1920 o 1922 o 1925 – Buenos Aires, 7 dicembre 2004) è stata un'attrice argentina di origini italiane e spagnole.

## Biografia

### Carriera
Sul grande schermo, partecipò a 26 film, a partire dalla metà degli anni quaranta, a cui si aggiunge la partecipazione a varie fiction televisive e una lunga carriera di attrice teatrale, durata 55 anni. Tra i suoi ruoli più noti, figurano quelli nelle telenovelas La donna del mistero (1989), Manuela (1991), La donna del mistero 2 (1993), Perla nera (1994), Zingara (1996), ecc...
Fu la moglie degli attori Camilo Da Passano e Tito Alonso ed era la madre degli attori Alejandra Da Passano e Claudio Da Passano.

### Morte
María Rosa Gallo morì il 7 dicembre 2004 per le conseguenze di una polmonite. Riposa nel cimitero della Chacarita a Buenos Aires.

## Filmografia

### Cinema
- Éramos seis, regia di Carlos F. Borcosque (1945)
- Albergue de mujeres, regia di Arturo S. Mom (1946)
- Diez segundos, regia di Alejandro Wehner e Carlos D'Agostino (1949)
- La barca sin pescador, regia di Mario Soffici (1950)
- La muerte está mintiendo, regia di Carlos F. Borcosque (1950)
- Después del silencio, regia di Lucas Demare (1956)
- La mano en la trampa, regia di Leopoldo Torre Nilsson (1961)
- La cifra impar, regia di Manuel Antin (1962)
- El terrorista, regia di Daniel Cherniavsky (1962)
- Canuto Cañete y los 40 ladrones, regia di Leo Fleider (1964)
- El perseguidor, regia di Osias Wilenski (1965)
- Turismo de carretera, regia di Rodolfo Kuhn (1968)
- Nino, regia di Federico Curiel (1972)
- La mala vida, regia di Hugo Fregonese (1973)
- La Mary, regia di Daniel Tinayre (1974)
- Los gauchos judíos, regia di Juan José Jusid (1975)
- Más allá del sol, regia di Hugo Fregonese (1975)
- Una mujer, regia di Juan José Stagnaro (1975)
- El grito de Celina, regia di Mario David (1976)
- La casa de las siete tumbas, regia di Pedro Stocki (1982)
- Volver, regia di David Lipszyc (1982)
- Juego diabólico, regia di Jorge Nisco (1988)
- Con la misma bronca, regia di Mario David (1988)
- El acompañamiento, regia di Carlos Orgambide (1991)
- El mundo contra mí, regia di Beda Docampo Feijóo (1996)
- La rosa azul, regia di Óscar Aizpeolea (2001)

### Televisione
- Masllórens – serie TV (1951)
- Historia de jóvenes – serie TV, 19 episodi (1959)
- Noches de teatro – serie TV, 1 episodio (1960)
- Romeo y Julieta, regia di María Herminia Avellaneda – film TV (1966)
- Griselda, la gitana rubia – serie TV (1969)
- Gran teatro universal – serie TV, 2 episodi (1970)
- Uno entre nosotros – serie TV, 19 episodi (1970)
- Hospital privado – serie TV, 19 episodi (1970)
- Las grandes novelas – serie TV, 2 episodi (1970-1971)
- Los mejores – serie TV, 1 episodio (1971)
- Nino, las cosas simples de la vida – serie TV, 18 episodi (1971)
- Ciclo de teatro argentino – serie TV, 4 episodi (1971-1972)
- Carmiña – serie TV, 19 episodi (1972)
- Platea 7 – serie TV, 1 episodio (1973)
- Primera figura – serie TV, 3 episodi (1973)
- Los protagonistas – serie TV, 5 episodi (1973)
- Mi dulce enamorada – serie TV, 28 episodi (1973)
- Vermouth de teatro argentino – serie TV, 1 episodio (1974)
- Casada por poder – serie TV, 19 episodi (1974)
- Teatro como en el teatro – serie TV, 1 episodio (1975)
- Juan del Sur – serie TV, 19 episodi (1975)
- Profesión, ama de casa – serie TV, 19 episodi (1979)
- El solitario – miniserie TV, 39 puntate (1980)
- Los especiales de ATC – serie TV, 2 episodi (1980-1981)
- Las 24 horas – serie TV (1981)
- Veladas de gala – serie TV, 1 episodio (1981)
- Eugenia – serie TV, 19 episodi (1981)
- Los exclusivos del Nueve – serie TV, 1 episodio (1982)
- Juan sin nombre – serie TV, 39 episodi (1982)
- Pelear por la vida – serie TV (1984)
- Libertad condicionada – serie TV, 284 episodi (1985)
- Muchacho de luna, regia di Oscar Barney Finn – film TV (1986)
- Ficciones – serie TV, 1 episodio (1987)
- La donna del mistero (La extraña dama) – serial TV, 120 episodi (1989)
- Mi nombre es Coraje – serie TV, 219 episodi (1988-1989)
- Dagli Appennini alle Ande – miniserie TV, 1 puntata (1990)
- Manuela – serial TV, 228 episodi (1991)
- La donna del mistero 2 (Soy Gina) – serial TV, 19 episodi (1992)
- Micaela – serial TV, 180 episodi (1992)
- Alta comedia – serie TV, 6 episodi (1970-1994)
- Sin condena – serie TV, 1 episodio (1994)
- Perla nera (Perla Negra) – serial TV, 200 episodi (1994)
- Zíngara – serie TV, 1 episodio (1996)
- Casa natal – serie TV, 19 episodi (1998)
- Cabecita – serial TV, 198 episodi (1999)
- 22, el loco – serie TV, 96 episodi (2001)
- Kachorra – serial TV, 2 episodi (2002)
- La niñera – serial TV, 2 episodi (2004)

## Teatro (lista parziale)
- Processo a Gesù (1955)

## Premi e riconoscimenti (lista parziale)
- Premio Konex
  - 1981 Attrice drammatica di cinema e teatro
  - 1991
- Premio Martín Fierro
  - 1989 Miglior attrice non protagonista La donna del mistero - Nomination
  - 1995 Miglior attrice non protagonista per Perla nera
  - 1998 Miglior attrice protagonista in un ruolo drammatico per Casa natal - Nomination

## Doppiatrici italiane
- Cristina Grado in Gli indomabili, La donna del mistero, La donna del mistero 2, Manuela, Micaela e Perla nera[8]
- Vittoria Lottero in Zingara